# Appleton Wiske
Pour les articles homonymes, voir Appleton.
Appleton Wiske est un petit village se situant entre le Northallerton et Yarm dans la vallée d'York ;  une région de plaine qui s'étend du nord-est du Yorkshire, aux vallées de Yorkshire à l'ouest aux vallées à l'ouest jusqu'au fleuve Tees au nord.
Le village, prend parfois le nom de la proche rivière Wiske de façon à le distinguer des autres villages dont le nom commence par Appleton dans ses environs (comme Appleton-le-Moors). La rivière ne passe pas à travers le village lui-même mais passe quelque 800 mètres plus au sud durant son voyage vers le méandre d'un fleuve plus imposant, le Swale.

## Histoire
Appleton Wiske, qui n'est plus aujourd'hui qu'une paroisse minuscule dans la zone du Hambleton District du Nord de l'Yorkshire, est l'une des 41 paroisses antiques de la centainede Langbaurgh dans la Cleveland Division.
La paroisse a été offerte par Guillaume le Conquérant à Robert de Bruce de Skelton, un ancêtre de Robert Ier d'Écosse, le fameux roi écossais. Le fils de Bruce l'a par la suite donné à l'abbaye Sainte-Marie d'York, avec Hornby et d'autres terres. Il a gardé la possession de l'abbaye Sainte-Marie jusqu'à la dissolution des monastères, quand il a été accordé par Henri VIII à Charles Brandon, qui plus tard est devenu le duc de Suffolk.  La paroisse est alors passée entre plusieurs mains et a été finalement fractionnée au XIXe siècle, tôt après la mort de Robert Henry Allan, dont la famille possédait la paroisse depuis le début du XVIIIe siècle. 
On pensait jusqu'ici que le village datait de l'époque des Saxons, il était déjà mentionné dans le livre de Domesday sous le nom d'Apletona. L'église de village n'est pas vieille, la première référence à celle-ci date de 1299, quand Édouard Ier est venu. Les registres de la paroisse indiquent qu'elle était appelée La chapelle de Sainte-Marie-Madeleine jusqu'en 1586. Elle est faite à la façon normande, c’est-à-dire qu'elle se compose d'une nef, d'un chœur et d'un porche.

## Économie locale
La principale source de revenu dans Appleton provient des fermes, bien que des usines de tissages ait apporté une brève augmentation des revenus pendant la révolution industrielle. Les registres montrent que 200 métiers à tisser étaient en fonction en 1850, mais l'industrie a presque complètement disparu après 1900. La population actuelle du village est encore constitué en partie de fermiers, mais de nos jours quelques personnes commencent à travailler dans les villes avoisinantes comme Northallerton, Darlington ou Middlesbrough.

## Agréments
Aujourd'hui le village possède, en plus de l'église, une école primaire, une salle polyvalente, une station-service et un garage, une épicerie générale et deux pubs : The Lord Nelson et the Shorthorn Inn. The Nelson se trouve dans le centre du village, et est divisé en bar et salon publics, de style traditionnel.  Le Shorthorn se trouve sur le bord du village et est connu localement pour sa bonne chère, attirant les foules, pour le déjeuner du dimanche, de villages se trouvant de plus en plus loin. 
Les installations sportives du village comportent un terrain de football, une place et un pavillon de cricket, deux courts de tennis, une cour de jeu, et un nouveau skatepark.

## Récompense
En 2004 le village a gagné le prix du village de Grande-Bretagne le plus fleuri grâce au concours Britain in Bloom.

## Note
1. ↑  La centaine était une ancienne subdivision territoriale du comté, au haut Moyen Âge. Voir Hundred (country subdivision) (en).

## Sources
- (en) Cet article est partiellement ou en totalité issu de l’article de Wikipédia en anglais intitulé « Appleton Wiske » (voir la liste des auteurs).

## Compléments